# بورسيرة غامضة
بورسيرة غامضة (الاسم العلمي:Bursera dubia) هي نوع من النباتات تتبع جنس البورسيرة من الفصيلة البخورية.